# MotoGP Le Mans-i nagydíj
A MotoGP Vitesse du Mans Nagydíja a MotoGP egy korábbi versenye, melyet csak 1991-ben rendeztek meg, a brazil nagydíjat helyettesítendő.

## Eredmények
| Év   | Helyszín | 250 cm³              | 500 cm ³                | Összefoglaló |
| ---- | -------- | -------------------- | ----------------------- | ------------ |
| 1991 | Le Mans  | Helmut Bradl (Honda) | Kevin Schwantz (Suzuki) | Összefoglaló |